# Nord 2200
Nord 2200 – francuski, prototypowy myśliwiec pokładowy wybudowany w zakładach Nord Aviation po zakończeniu II wojny światowej.

## Historia
Po zakończeniu II wojny światowej, dowództwo francuskiego lotnictwa morskiego (Aviation Navale) ogłosiło konkurs na nowy, bombardujący myśliwiec pokładowy z napędem odrzutowym. Do konkursu stanęły trzy wytwórnie lotnicze: Arsenal de l’Aéronautique z samolotem Arsenal VG 90, Société Nationale de Constructions Aéronautiques du Centre z maszyną SNCAC NC. 1080 oraz Nord Aviation, który wybudował model Nord 2200. Wybudowano jeden prototyp, który do swojego pierwszego lotu samolot wzbił się 16 grudnia 1949 roku (niektóre źródła podają 19 grudnia). Próby trwały do 24 czerwca 1950 roku, kiedy to maszyna uległa uszkodzeniu. Po dokonaniu niezbędnych napraw i przebudowie polegającej na zamontowaniu w przodzie kadłuba nad wlotem powietrza do silnika anteny radarowej samolot testowano aż do 1954 roku. Niestety żaden z biorących udział w konkursie samolotów nie został skierowany do produkcji seryjnej. Francuska marynarka wojenna na swój samolot pokładowy w 1952 roku wybrała brytyjską maszynę de Havilland Sea Venom.

## Konstrukcja
Nord 2200 był jednomiejscowym, wolnonośnym dolnopłatem o całkowicie metalowej konstrukcji. Dwudźwigarowe skrzydło o trapezowym obrysie i skosie 24°, zaopatrzone w szczelinowe klapy Fowlera oraz lotki, których pracę wspomagały spojlery. Przed przednim dźwigarem skrzydła zamontowane były wysuwane w dół hamulce aerodynamiczne. Pomimo tego, że samolot miał być przeznaczony do operowania z pokładu lotniskowca, w prototypie nie zastosowano mechanizmu składania skrzydeł. Kadłub o konstrukcji półskorupowej, którego tylna część była odejmowana w celu uzyskania dostępu do silnika samolotu. Usterzenie klasyczne, wolnonośne z lekkim skosem. Podwozie trójzespołowe (każda goleń z jednym kołem) z przednim podparciem, chowane. Przednie do wnęki w kadłubie, główne do wnęk w skrzydłach. Napęd samolotu stanowił licencyjny silnik turboodrzutowy Hispano-Suiza Nene 101 z dwustronną sprężarką odśrodkową i ciągu 22,1 kN. Kanał wlotowy powietrza do silnika znajdował się w dziobie samolotu, skąd powietrze było dostarczane do silnika kanałem pod kabiną pilota. Sześć zbiorników paliwa o pojemności 2160 dm³ znajdowało się w kadłubie samolotu. Dodatkowy, pod kadłubem maszyny można było zamontować odrzucany w locie zbiornik o pojemności 950 dm³. Prototyp nie był uzbrojony, jednak w wersji seryjnej planowano zainstalować trzy działka o kalibrze 20 lub 30 mm oraz uzbrojenie podwieszane (dwie bomby o masie 500 kg lub osiem niekierowanych pocisków rakietowych).